# Pris sur le vif (film, 1984)
Pour les articles homonymes, voir Pris sur le vif.
Pour plus de détails, voir Fiche technique et Distribution.
Pris sur le vif (No Small Affair) est un film américain réalisé par Jerry Schatzberg, sorti en 1984.

## Fiche technique
- Titre original : No Small Affair
- Titre français : Pris sur le vif
- Réalisation : Jerry Schatzberg
- Scénario : Craig Bolotin et Terence Mulcahy
- Photographie : Vilmos Zsigmond
- Musique : Rupert Holmes
- Pays d'origine : États-Unis
- Format : Couleurs - 1,85:1 - Dolby
- Genre : comédie dramatique
- Durée : 102 minutes
- Date de sortie : 1984

## Distribution
- Jon Cryer : Charles Cummings
- Demi Moore : Laura Victor
- George Wendt : Jake
- Peter Frechette (en) : Leonard
- Elizabeth Daily : Susan
- Ann Wedgeworth : Joan Cummings
- Jeffrey Tambor : Ken
- Tim Robbins : Nelson
- Hamilton Camp : Gus Sosnowski
- Jennifer Tilly : Mona
- Tate Donovan : Bob
- Rick Ducommun : Groom